# El Rosario (Tenerife)
El Rosario es un municipio perteneciente a la provincia de Santa Cruz de Tenerife, en la isla de Tenerife, Canarias, España. La capital municipal es La Esperanza, situada a 900 m s. n. m.
El Rosario es un municipio muy diverso en cuanto a las características fisiográficas y humanas, desde los llanos de La Esperanza hasta la costa de Tabaiba. El municipio forma parte del área metropolitana de Santa Cruz de Tenerife junto con San Cristóbal de La Laguna, Tegueste, Tacoronte, El Sauzal y la propia Santa Cruz de Tenerife. Dicha área metropolitana tiene una población de más de 449 472 habitantes.

## Toponimia
El municipio toma el nombre de su patrona, la Virgen del Rosario.

## Símbolos

### Escudo
El escudo municipal fue aprobado por Decreto del Consejo de Ministros de 5 de noviembre de 1964. Posee la siguiente descripción heráldica:
«Escudo partido y mantelado en punta. Primero, de oro, cinco rosas de gules puestas en sotuer. Segundo, de plata, pino canario de sinople. Mantel de azur, con un ancla de plata. Bordura de sinople con cuatro bastones de oro, uno en jefe, otro en punta y los otros dos en los flancos. Al timbre, corona real abierta.»
Las cinco rosas simbolizan los cinco misterios del Santo Rosario que da nombre al municipio. El pino canario representa la abundancia de esta especie en los bosques de la zona de La Esperanza, nombre al que, como virtud teologal, alude el ancla del mantel. Los bastones de la bordura aluden al tradicional juego del palo, heredado de los guanches y muy practicado en el municipio.

### Bandera
La bandera del municipio fue aprobada por el Gobierno de Canarias el 13 de agosto de 1999, siendo como sigue: «Paño rectangular de seda, tafetán, raso, lanilla o fibra sintética, según los casos, cuya longitud es vez y media mayor que su ancho; compuesto por dos triángulos rectángulos, de color blanco el unido al asta, y de color verde el que corresponde al batiente.»
El verde es el color heráldico atribuido a la esperanza, ya que éste es el nombre del núcleo originario del municipio. El blanco es símbolo heráldico del esplendor, la pureza y la libertad, y representa el blanco paisaje de los floridos almendros y las nieves del Teide, que suelen llegar hasta las zonas más altas del municipio.

## Geografía
Se encuentra en el nordeste de la isla, en el extremo oriental de la dorsal de Pedro Gil, limitando con los municipios de Santa Cruz de Tenerife, San Cristóbal de La Laguna, Tacoronte, El Sauzal y Candelaria. 
El Rosario posee una superficie de 39,43 km², ocupando el 18.º puesto de la isla y el 33.er de la provincia. Cuenta con una altitud media de 754 m s. n. m.
La mayor singularidad de El Rosario, dentro del conjunto insular, es la variación de sus límites administrativos. A mediados de la década de los setenta del siglo xx se acordó por parte de los ayuntamientos de Santa Cruz de Tenerife y El Rosario la cesión por este último de buena parte del sector limítrofe oriental entre ambos municipios, al haber quedado englobado dentro del área de influencia de la zona metropolitana capitalina. Esta cesión representó la pérdida de 13,2 km², una cuarta parte de la superficie total del municipio en esa época, pero una pérdida mucho mayor de habitantes, que se puede estimar en dos tercios de la población global. Precisamente por este particular reajuste experimentado en la superficie municipal, la población ha seguido una evolución atípica.

### Orografía
Se pueden distinguir sectores más o menos diferenciados en el municipio:
- Zona forestal. Se sitúa por encima de los 900-1.000 m s. n. m., en una línea discontinua con numerosos entrantes para cultivo, signo de la presión demográfica que hubo en la zona. Se extiende por el sector occidental del municipio, siguiendo la elevación de la Cordillera Dorsal, con dominio del pinar y algunos elementos de fayal-brezal y laurisilva en algunos enclaves más húmedos. Aquí se encuentran algunos de los mejores ejemplos de pinar histórico de la isla, con el comienzo del pinar de Candelaria-La Esperanza en la zona de Las Raíces. Es el verdadero inicio del cinturón forestal del interior de Tenerife. Toda la zona tuvo aprovechamientos agrarios limitados, aparte por el clima muy húmedo y brumoso, por la abundancia de conos recientes que, junto con la naturaleza accidentada del terreno, hacían difícil los cultivos. La principal rentabilidad que tiene esta zona proviene de fincas dedicadas a eucaliptos, con la finalidad principalmente de servir de puntales para la construcción, especialmente hacia la zona del pico de Las Flores.

- Área de La Esperanza. Todo el sector nororiental del municipio ha sido tradicionalmente el más rico y con mayores posibilidades agrícolas. Desde Las Barreras y Las Rosas hasta el límite municipal con La Laguna, en las proximidades de Los Rodeos, el relieve es muy poco accidentado, al estar suavizado por emisiones volcánicas, descendiendo muy suavemente el terreno desde la cota 900 hasta los 700 m s. n. m. La presencia de una serie de conos a oriente y occidente, principalmente los de Montaña Toriño, Montaña Birmagen, y Montaña de Las Carboneras, en el límite oriental, y Montaña del Cerro, Montaña de Hija y Montaña Fagundo, en el occidental, ha contribuido a la formación de suelos; además los propios conos están muy meteorizados, por lo que la posibilidad de cultivo se extiende considerablemente: prácticamente no aflora la roca madre. Este hecho ha sido aprovechado para realizar extracciones de tierras con destino a la construcción de parcelas con suelos de prestación en el Sur de la isla y, también, a la explotación de áridos (picón) de los numerosos conos subrecientes existentes, especialmente en el caso de Birmagen, donde se ha retirado gran parte del suelo útil de cultivo. La presencia de suelos de buenas condiciones en zonas relativamente llanas, sin apenas abarrancamientos, y en área superior a los 700 m, presenta condiciones óptimas para los cultivos de secano de medianías. Abundan los frutales de zona templadas: manzanos, perales y, sobre todo, ciruelos, algunos de los cuales están emparrados, a semejanza de la viña.

- Laderas del Sureste. Descendiendo desde la cumbre hacia el sureste aparece una amplia ladera donde los barrancos apenas comienzan a incidir y cuya pendiente media va aumentando hasta acabar en la costa en franco escarpe. La orientación a sotavento y a solana, unido a unos procesos erosivos más activos que no han favorecido la formación de suelos de buena calidad para el cultivo, además de la presencia casi constante del viento, le dio a la zona un menor peso agrario que el de los altos: se cultiva principalmente cebada y centeno. En la costa prácticamente no hay playas, excepto la pequeña caleta de El Puerto, donde se han organizado las urbanizaciones de Tabaiba y Radazul, que se han desarrollado gracias al clima soleado y la cercanía a la capital. Esta área registró un crecimiento considerable a partir del primer tercio del siglo xix con el paso de canales, especialmente el de Araya, que permitieron el desarrollo de regadíos importantes, con tabaco, algodón, huerta e incluso algo de platanera, con varias charcas y pequeños embalses.

### Hidrografía
El territorio municipal se halla atravesado por numerosos barrancos, siendo los de mayor entidad el barranco del Muerto —límite con San Cristóbal de La Laguna—, barranco Hondo —límite con Candelaria—, barranco Jagua o de San Isidro, barranco Grande y barranco del Pilar —que nacen en el municipio pero que gran parte de su recorrido es por Santa Cruz de Tenerife—, y el de las Vinagreras. Otros de importancia son el barranco Chabique o de las Higueras, el de Géñica o de los Juncos, el de las Ánimas y el barranco del Humilladero —límite con Santa Cruz de Tenerife—.

### Clima
| Parámetros climáticos promedio de La Esperanza (1982-2012) | Parámetros climáticos promedio de La Esperanza (1982-2012) | Parámetros climáticos promedio de La Esperanza (1982-2012) | Parámetros climáticos promedio de La Esperanza (1982-2012) | Parámetros climáticos promedio de La Esperanza (1982-2012) | Parámetros climáticos promedio de La Esperanza (1982-2012) | Parámetros climáticos promedio de La Esperanza (1982-2012) | Parámetros climáticos promedio de La Esperanza (1982-2012) | Parámetros climáticos promedio de La Esperanza (1982-2012) | Parámetros climáticos promedio de La Esperanza (1982-2012) | Parámetros climáticos promedio de La Esperanza (1982-2012) | Parámetros climáticos promedio de La Esperanza (1982-2012) | Parámetros climáticos promedio de La Esperanza (1982-2012) | Parámetros climáticos promedio de La Esperanza (1982-2012) |
| Mes                                                        | Ene.                                                       | Feb.                                                       | Mar.                                                       | Abr.                                                       | May.                                                       | Jun.                                                       | Jul.                                                       | Ago.                                                       | Sep.                                                       | Oct.                                                       | Nov.                                                       | Dic.                                                       | Anual                                                      |
| ---------------------------------------------------------- | ---------------------------------------------------------- | ---------------------------------------------------------- | ---------------------------------------------------------- | ---------------------------------------------------------- | ---------------------------------------------------------- | ---------------------------------------------------------- | ---------------------------------------------------------- | ---------------------------------------------------------- | ---------------------------------------------------------- | ---------------------------------------------------------- | ---------------------------------------------------------- | ---------------------------------------------------------- | ---------------------------------------------------------- |
| Temp. máx. media (°C)                                      | 14.2                                                       | 14.5                                                       | 15.9                                                       | 16.5                                                       | 17.9                                                       | 20.1                                                       | 23.0                                                       | 24.1                                                       | 22.5                                                       | 20.6                                                       | 17.2                                                       | 14.9                                                       | 18.5                                                       |
| Temp. media (°C)                                           | 11.1                                                       | 11.3                                                       | 12.4                                                       | 12.9                                                       | 14.2                                                       | 16.3                                                       | 18.9                                                       | 19.6                                                       | 18.6                                                       | 16.8                                                       | 14.4                                                       | 11.8                                                       | 14.9                                                       |
| Temp. mín. media (°C)                                      | 8.0                                                        | 8.2                                                        | 8.9                                                        | 9.3                                                        | 10.6                                                       | 12.6                                                       | 14.9                                                       | 15.2                                                       | 14.8                                                       | 13.1                                                       | 11.1                                                       | 8.8                                                        | 11.3                                                       |
| Precipitación total (mm)                                   | 85                                                         | 64                                                         | 62                                                         | 35                                                         | 19                                                         | 7                                                          | 2                                                          | 4                                                          | 14                                                         | 54                                                         | 105                                                        | 105                                                        | 556                                                        |
| Fuente: Climate-data.org                                   |                                                            |                                                            |                                                            |                                                            |                                                            |                                                            |                                                            |                                                            |                                                            |                                                            |                                                            |                                                            |                                                            |

### Flora y vegetación
El Rosario conserva una amplia zona natural y rural. En las costas, salvo en torno a los núcleos urbanizados de Tabaiba y Radazul, se mantienen extensiones de tabaibal-cardonal. Las áreas de medianías, más intensamente sometidas a la agricultura, poseen sobre todo matorrales de sustitución de la vegetación potencial, con tabaibales amargos de Euphorbia lamarckii, tunerales de Opuntia ssp. y jarales de Cistus monspeliensis. En las cumbres del municipio se mantiene una extensa zona de pinar húmedo de Pinus canariensis, junto a pequeñas formaciones de fayal-brezal y plantaciones de pino insigne Pinus radiata y eucalipto Eucalyptus ssp. En La Esperanza se conserva un enclave de laurisilva, el conocido como Bosque del Adelantado.
El municipio cuenta con uno de los árboles monumentales de la isla.

### Espacios protegidos
El municipio cuenta con parte del espacio natural del paisaje protegido de Las Lagunetas, que es también Zona Especial de Conservación y Zona de Especial Protección para las Aves, incluidas en la Red Natura 2000.
El Rosario cuenta también con el monte de utilidad pública denominado La Esperanza.

## Historia

### Etapa guanche: antes del sigloxv
La zona donde se asienta el municipio se encuentra habitada desde época guanche, habiendo pertenecido al reino o menceyato de Güímar.

### Conquista y colonización europeas: siglosxvyxvi
Desde los inicios del poblamiento del lugar en el siglo xvi existió una ermita consagrada a La Esperanza, que luego la familia Coronado sustituiría por una nueva edificación a mitad de siglo, dedicándola a San Juan Evangelista. También desde esos instantes comienza a contar con alcalde real.

### Etapa moderna: siglosxixyxx
En 1813 se obtiene la municipalidad, con capital en La Esperanza, amparándose en la Constitución de Cádiz.
En 1972, El Rosario cede gran parte de su territorio y habitantes a la ciudad de Santa Cruz de Tenerife.

## Demografía
El Rosario cuenta con una población de 17 983 habitantes (INE 2024).
| Gráfica de evolución demográfica de El Rosario entre 1842 y 2021                                                    |
| |
| Población de derecho según los censos de población del INE Población de hecho según los censos de población del INE |

En los comienzos del siglo xx, El Rosario era un municipio medianamente poblado con 2 767 habitantes que vivían casi exclusivamente de la agricultura de subsistencia. El crecimiento durante la primera mitad del siglo fue continuado, especialmente a partir de la década de los treinta, con la llegada de algunos regadíos a las cotas medias y bajas; de esta manera, hacia 1950 se habían alcanzado los 6 159 habitantes. A partir de entonces, el crecimiento se acelera considerablemente, debido al desarrollo de las zonas suburbanas de la metrópolis capitalina. La población, en consecuencia, llega en 1970 a los 15 783 habitantes de hecho. Este incremento poblacional se centró en el área urbana santacrucera administrativamente incluida en El Rosario. 
El ayuntamiento de El Rosario le cede a Santa Cruz de Tenerife la administración de estos barrios periféricos de la capital en los que había producido el principal aumento poblacional del municipio. La segregación supone la pérdida de unos 10 000 habitantes, el doble que la población del resto del municipio; por ello la caída registrada en el siguiente censo, en donde se contabilizaron únicamente 5 870 personas, es decir, menos población que en 1940.
A 1 de enero de 2020 tenía un total de 17 496 habitantes, ocupando el 15.º puesto en número de habitantes de la isla de Tenerife y el 16.º de la provincia de Santa Cruz de Tenerife, así como el 33.º de la comunidad autónoma de Canarias.
La población relativa era de 306,46 hab./km².
Por sexos contaba con 8 867 hombres y 8 629 mujeres.
Del análisis de la pirámide de población se deduce que:
- La población comprendida entre 0 y 14 años era el 14 % (2 370 personas) del total;
- la población entre 15 y 64 años se correspondía con el 72 % (12 647 pers.);
- y la población mayor de 65 años era el 14 % (2 479 pers.) restante.

En cuanto al lugar de nacimiento, el 75 % de los habitantes del municipio (13 045 pers.) habían nacido en Canarias, de los cuales el 67 % (8 749 pers.) lo había hecho en otro municipio de la isla, un 25 % (3 318 pers.) en el propio municipio y un 7 % (978 pers.) procedía de otra isla del archipiélago. El resto de la población la componía un 12 % (2 076 pers.) de nacidos en el resto de España y un 14 % (2 375 pers.) de nacidos en el Extranjero, sobre todo de Venezuela y Alemania.
| Entidad singular | Habitantes |
| ---------------- | ---------- |
| Barranco Hondo   | 139        |
| Las Barreras     | 208        |
| Costanera        | 645        |
| La Esperanza     | 3401       |
| Lomo Pelado      | 496        |
| Llano del Moro   | 1305       |
| Machado          | 723        |
| Radazul          | 4 954      |
| Las Rosas        | 1033       |
| San Isidro       | 921        |
| Tabaiba          | 3671       |
| Total            | 17 496     |

## Economía
El Rosario se trata de la segunda ciudad más rica por renta per cápita de toda Canarias con 28,674 euros. Su economía está principalmente destinada a la agricultura y al sector de los servicios. Como en la generalidad de los municipios isleños, la agricultura ha disminuido considerablemente. 
Tradicionalmente, El Rosario tuvo una dedicación fundamentalmente agraria, dividida en dos zonas principales: la parte alta, por encima de los 700 m y coincidente con los llanos de La Esperanza, que se beneficiaba de la humedad de los vientos alisios y ofrecía unos buenos rendimientos agrícolas; y el sector suroriental, inferior a esta cota, que con unos suelos menos ricos, una humedad menor y una mayor insolación, además de una mayor presencia de viento, tuvo unos rendimientos bastantes inferiores y con una aleatoriedad anual mucho mayor. El municipio fue ascendiendo progresivamente en altura, como lo prueba el que la ermita fundacional de El Rosario esté en altura inferior a los 500 m s. n. m.; posteriormente, el avance de los cultivos se hizo en deterioro de las masas forestales, que debían cubrir amplias superficies municipales. Testigo de estas actividades es la pervivencia, al igual que en otras zonas de la isla o de las Islas, del topónimo del caserío de Las Rosas, corrupción de «las rozas» que se realizaban para adecuar el terreno forestal al cultivo. El policultivo de secano fue predominante, aunque hay que hacer alusión a la importancia alcanzada por los cereales, localizándose en la parte alta del municipio la mejor zona triguera de la isla, junto con Los Rodeos.
Los principales atractivos turísticos del municipio se centran en las actividades del senderismo en los montes y la práctica de actividades de buceo y deportes de vela en el entorno del puerto de Radazul.

#### Cultivos
Tras la crisis del cereal, del que aún es una de las zonas más importantes de la isla, la papa es el cultivo dominante. Podemos establecer una diferencia entre la parte alta, donde se cultivan principalmente las variedades del país, todas ellas del ciclo largo (5 o 6 meses); y la zona baja, donde tiende a predominar las variedades de importación. El cultivo se suele alternar con legumbres o maíz forrajero, o bien dejar en barbecho, que es lo más común; de ahí el elevado porcentaje de tierras sin cultivar que aparecen en las estimaciones de las Cámaras Agrarias. 
La viña es el segundo cultivo en importancia, aunque a considerable distancia de las papas. Se suele establecer en los ribazos de las huertas de papas, en los sectores de solana, aunque también es posible encontrar algunas parcelas dedicadas exclusivamente a su cultivo; la principal zona donde se da es el sector comprendido entre la montaña de La Toja y La Barrera, entre los 650 y los 900 m s. n. m.; incluso en algunos puntos puede ascender a altitudes próximas a los 1000 m s. n. m., especialmente hacia La Montañeta. En cuanto a los frutales, aun cuando no tienen una salida clara al mercado y se destinan fundamentalmente al autoconsumo, tienen un cierto nivel de extensión, especialmente el ciruelo, el peral y, en menor medida, el durazno y el manzano; el castaño se encuentra asilvestrado en numerosos barranquillos. Por último, hay también amplios pastizales y barbechos que sustentan a una cabaña ganadera exigua, principalmente vacas. Esta zona tuvo gran tradición lechera con destino a Santa Cruz y La Laguna. También hay pequeñas granjas avícolas, cunícolas y porcinas.

## Administración y política

### Gobierno municipal
El Rosario está regido por su Ayuntamiento, formado por diecisiete concejales.
| Periodo   | Nombre                    | Partido | Partido                                                 |
| --------- | ------------------------- | ------- | ------------------------------------------------------- |
| 1979-1983 | Elías Bacallado Hernández |         | Agrupación Electoral Independiente de El Rosario (AEIR) |
| 1983-2015 | Macario Benítez Gil       |         | Partido Socialista Obrero Español (PSOE)                |
| 2015-act. | Escolástico Gil Hernández |         | Iniciativa por El Rosario (IR)-Los Verdes de Canarias   |

| Partido político | Partido político                                        | 1979   | 1983   | 1987   | 1991   | 1995   | 1999   | 2003   | 2007   | 2011   | 2015   | 2019   | 2023   |
| Partido político | Partido político                                        | Ediles | Ediles | Ediles | Ediles | Ediles | Ediles | Ediles | Ediles | Ediles | Ediles | Ediles | Ediles |
|                  | Agrupación Electoral Independiente de El Rosario (AEIR) | 7      |        |        |        |        |        |        |        |        |        |        |        |
|                  | Agrupación Tinerfeña de Independientes (ATI)            |        | 4      | 1      | 1      |        |        |        |        |        |        |        |        |
|                  | Alternativa Sí Se Puede por Tenerife (ASSPPT)           |        |        |        |        |        |        |        |        | 1      | 2      | 1      |        |
|                  | Centro Canario Nacionalista (CCN)                       |        |        |        |        |        |        |        | 1      | 0      |        |        |        |
|                  | Ciudadanos (CS)                                         |        |        |        |        |        |        |        |        |        | 1      | 1      |        |
|                  | Coalición Canaria (CC)                                  |        |        |        |        | 1      | 1      | 1      | 1      | 0      |        | 2      | 2      |
|                  | Iniciativa por El Rosario (IR)-Los Verdes de Canarias   |        |        |        |        |        |        | 2      | 4      | 4      | 5      | 8      | 9      |
|                  | Alianza Popular (AP)-Partido Popular (PP)               |        | 3      | 1      | 1      | 3      | 2      | 2      | 2      | 3      | 2      | 1      | 2      |
|                  | Partido Socialista Obrero Español (PSOE)                | 4      | 6      | 11     | 11     | 13     | 14     | 12     | 10     | 9      | 5      | 3      | 3      |
|                  | Podemos                                                 |        |        |        |        |        |        |        |        |        |        | 1      |        |
|                  | Unión de Centro Democrático (UCD)                       | 2      |        |        |        |        |        |        |        |        |        |        |        |
|                  | Vecinos por El Rosario (VXER)                           |        |        |        |        |        |        |        |        |        | 2      |        |        |
|                  | Vox                                                     |        |        |        |        |        |        |        |        |        |        |        | 1      |

Tras las elecciones municipales de 2015, se estableció un acuerdo de gobernabilidad entre Alternativa Sí se puede por Tenerife e Iniciativa por El Rosario - Verdes, que convirtió a Escolástico Gil Hernández en alcalde del municipio.

### Organización territorial
El Rosario forma parte de la Comarca del área metropolitana, mientras que su superficie incluida en el Paisaje Protegido de Las Lagunetas se engloba en la Comarca del Macizo Central. También forma parte de la Mancomunidad del Norte de Tenerife.
El municipio se encuentra dividido, según el Instituto Nacional de Estadística, en once entidades singulares de población, algunas de ellas divididas en núcleos:
| Entidad singular | Núcleos                                 | Superficie |
| ---------------- | --------------------------------------- | ---------- |
| Barranco Hondo   |                                         | 2,57 km²   |
| Costanera        |                                         | 0,27 km²   |
| La Esperanza     |                                         | 7,9 km²    |
| Las Barreras     |                                         | 2,18 km²   |
| Las Rosas        |                                         | 11,85 km²  |
| Llano del Moro   |                                         | 5,02 km²   |
| Lomo Pelado      |                                         | 1,26 km²   |
| Machado          |                                         | 4,71 km²   |
| Radazul          | Bocacangrejo Radazul Alto Radazul Bajo  | 1,18 km²   |
| San Isidro       | El Chorrillo Llano Blanco San Isidro    | 1,72 km²   |
| Tabaiba          | Tabaiba Alta Tabaiba Baja Tabaiba Media | 0,77 km²   |
|                  | Total                                   | 39,43 km²  |

## Servicios

### Educación
El municipio cuenta con varios centros de enseñanza públicos repartidos por el término municipal:
- CEIP Las Erillas, en Las Rosas
- CEO Leoncio Rodríguez, en La Esperanza
- CEIP Lomo Pelado
- CEIP Machado
- CEIP San Isidro
- Escuela infantil La Esperanza
- Escuela infantil El Rosario

También cuenta con los centros privados colegio Rodríguez Campos en el núcleo de El Chorrillo y el colegio alemán en Tabaiba Alta.

### Transporte

#### Carreteras
La parte alta del municipio se encuentra conectada principalmente por la carretera de La Esperanza TF-24, mientras que al área costera se accede por la Autopista del Sur TF-1.

#### Transporte público
El municipio cuenta con varias paradas de taxi.
En autobús —guagua—, los núcleos de La Esperanza y Las Rosas se hallan comunicados mediante la línea de la empresa Transportes La Esperanza, mientras que el resto de barrios queda conectado mediante las siguientes líneas de TITSA: 
| Línea | Trayecto                                                                     | Recorrido |
| ----- | ---------------------------------------------------------------------------- | --- |
| 056   | La Laguna - Barranco Grande (por Llano del Moro)                             | Horario/Línea                                                                                                   |
| 111   | Sta. Cruz - Aeropuerto Sur - Los Cristianos - Costa Adeje                    | Horario/Línea                                                                                                   |
| 112   | Sta. Cruz - Arona (por Costa del Silencio)                                   | Horario/Línea (enlace roto disponible en Internet Archive; véase el historial, la primera versión y la última). |
| 115   | Sta. Cruz - Las Galletas - Costa del Silencio                                | Horario/Línea (enlace roto disponible en Internet Archive; véase el historial, la primera versión y la última). |
| 116   | Sta. Cruz - Granadilla (por El Médano)                                       | Horario/Línea (enlace roto disponible en Internet Archive; véase el historial, la primera versión y la última). |
| 120   | Sta. Cruz - Güímar (por Candelaria y Puertito de Güímar)                     | Horario/Línea                                                                                                   |
| 121   | Sta. Cruz - Güímar (por Arafo)                                               | Horario/Línea                                                                                                   |
| 122   | Sta. Cruz - Las Caletillas - Candelaria y polígono industrial de Güímar      | Horario/Línea                                                                                                   |
| 123   | Sta. Cruz - Araya (por Las Caletillas y Candelaria)                          | Horario/Línea Archivado el 29 de julio de 2016 en Wayback Machine.                                              |
| 124   | Sta. Cruz - Güímar (por Candelaria y Polígono I. de Güímar)                  | Horario/Línea Archivado el 29 de julio de 2016 en Wayback Machine.                                              |
| 126   | Candelaria - Guajara (Universidad) - H. U. La Candelaria - Intercambiador SC | Horario/Línea                                                                                                   |
| 127   | Taco - Güímar (por barranco Hondo y Candelaria)                              | Horario/Línea                                                                                                   |
| 131   | Sta. Cruz - Igueste de Candelaria (por Las Caletillas)                       | Horario/Línea Archivado el 29 de julio de 2016 en Wayback Machine.                                              |
| 138   | Sta. Cruz - Tabaiba Baja (por Radazul)                                       | Horario/Línea                                                                                                   |
| 139   | Sta. Cruz - Tabaiba Baja (por Radazul)                                       | Horario/Línea                                                                                                   |
| 142   | Sta. Cruz - Añaza - Acorán - Barranco Hondo                                  | Horario/Línea                                                                                                   |
| 933   | Taco - Barranco Grande - Cruce Sta. María - El Tablero                       | Horario/Línea                                                                                                   |
| 939   | Taco - El Sobradillo - Llano del Moro                                        | Horario/Línea                                                                                                   |
| 940   | Intercambiador - Acorán - Costanera                                          | Horario/Línea                                                                                                   |
| 941   | Intercambiador - Urb. Añaza - Acorán - Boca Cangrejo                         | Horario/Línea                                                                                                   |
| 944   | El Tablero - La Gallega - Av. Hespérides - Tíncer - Taco                     | Horario/Línea                                                                                                   |

#### Caminos
En el municipio se encuentran tramos de varios caminos homologados en la Red de Senderos de Tenerife:
- GR-131 Anaga - Chasna
- PR-TF 25 Las Raíces - Acentejo
- PR-TF 25.1 Circular Las Raíces

## Cultura

### Patrimonio

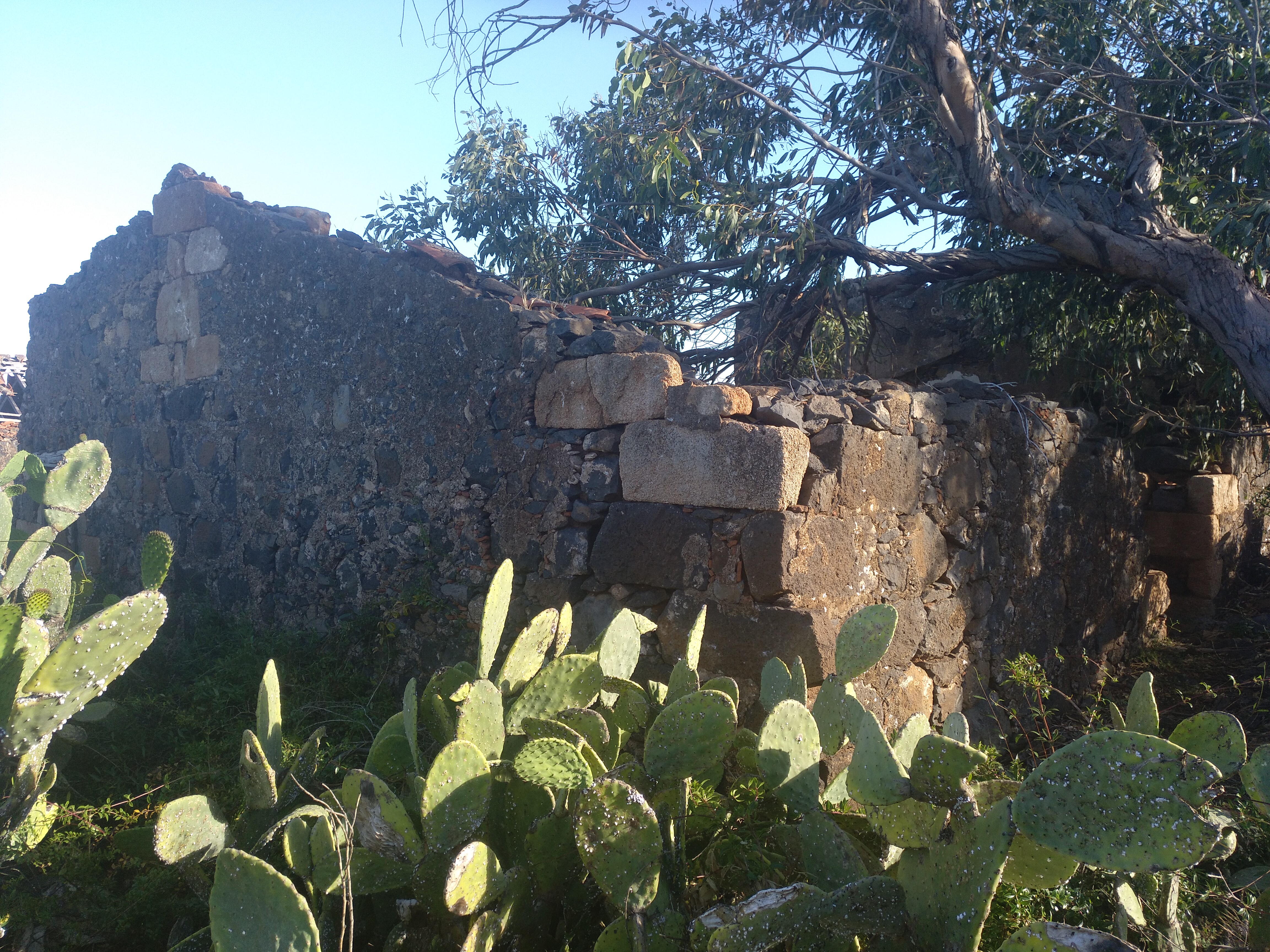
Restos de la Casa de los Mesa o Casa de Amaro Pargo

El municipio cuenta con un rico patrimonio arqueológico de la cultura guanche.
Los elementos arquitectónicos más destacados son: la ermita de Ntra. Sra. del Rosario, construida a finales del siglo xviii en Machado; la iglesia de Ntra. Sra. de La Esperanza (Bien de Interés Cultural), ubicada en La Esperanza; el Camino Viejo de Candelaria (BIC), que desde el siglo xvi conecta la ciudad de La Laguna con la Villa Mariana de Candelaria; y la Casa de los Mesa o del Pirata (BIC), construida a finales del siglo xvi, muy cerca de los antiguos caseríos de Las Rosas y Machado.
El Rosario también con varias fuentes públicas históricas, como la fuente de Guillén, la de Los Berros y la de Zamorano.

### Fiestas
En el municipio se celebran diversas festividades, teniendo como días festivos locales el martes de Carnaval y el 4 de agosto, fiesta de Ntra. Sra. de la Esperanza.
| Fecha                | Celebración                                          | Lugar                                 | Actos destacados |
| -------------------- | ---------------------------------------------------- | ------------------------------------- | ---------------- |
| mayo                 | San Isidro Labrador y Santa María de la Cabeza       | San Isidro                            | Feria de ganado  |
| junio y julio        | Exaltación de la Santa Cruz y al Santo Hermano Pedro | Llano del Moro                        |                  |
| julio                | Virgen del Carmen                                    | El Varadero, Bocacangrejo             |                  |
| julio y agosto       | Virgen de la Esperanza                               | La Esperanza                          | Romería          |
| septiembre y octubre | Virgen del Rosario                                   | Machado                               |                  |
| octubre              | Virgen de los Dolores                                | Las Barreras, Lomo Pelado y Las Rosas |                  |

### Deporte
El Rosario conserva muy arraigada la práctica de la lucha canaria, siendo además sede de una de las escuelas de juego del palo canario de las islas.
En la zona de Radazul se practican numerosos deportes náuticos.

### Religión

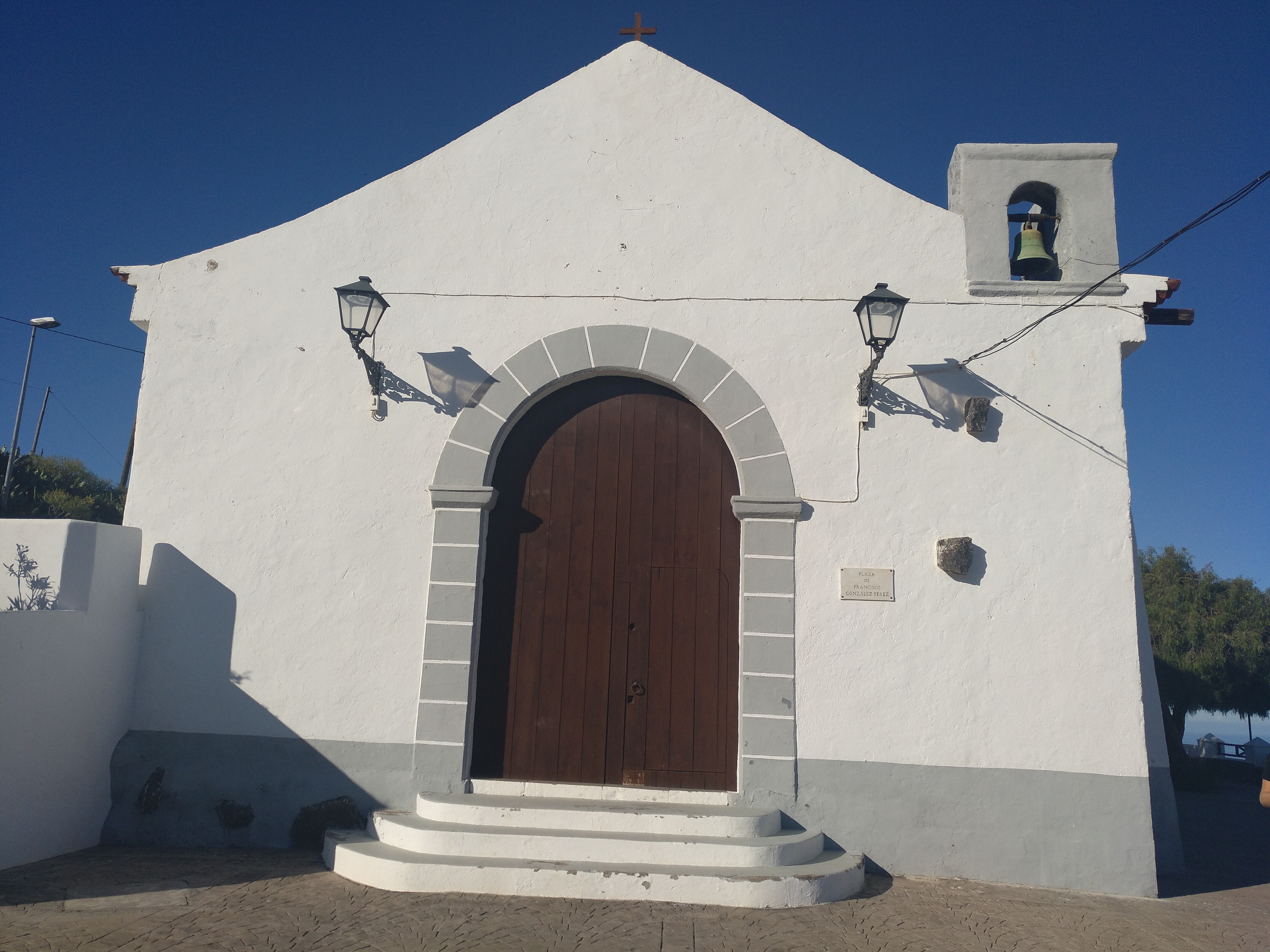
Ermita de Nuestra Señora del Rosario en Machado

La población creyente del municipio profesa principalmente la religión católica, estando repartida la feligresía en cuatro parroquias —Nuestra Señora de los Dolores, Ntra. Sra. de la Esperanza, San Isidro Labrador y la Exaltación de la Santa Cruz— pertenecientes las dos primeras al arciprestazgo de La Laguna y las dos últimas al de Taco, de la diócesis de Tenerife.
El municipio se encuentra bajo el patronazgo religioso de la Virgen del Rosario.

### Monumentos y lugares de interés
- Iglesia de Ntra. Sra. de La Esperanza (BIC).
- Ermita de Ntra. Sra. del Rosario (BIC), en Machado.
- Casa del Pirata (BIC), en Machado.
- Camino Viejo de Candelaria (BIC), en Machado.
- Mercadillo del Agricultor de El Rosario, en Las Rosas.
- Bosque del Adelantado, en La Esperanza.
- Mirador de Montaña Grande, en Las Rosas.
- Zona recreativa Las Raíces, en Las Rosas. Lugar donde Franco preparó el golpe de Estado del 36[25]
- Playas de El Varadero, barranco Hondo y cueva Grande, en barranco Hondo; La Nea y Litoral del Rosario, en Radazul; y piscina Natural y playa de Tabaiba.
- Puerto deportivo de Radazul.
- Sendero litoral de Radazul-Tabaiba.